# Oulad Mtaa
Oulad Mtaa (franska: Oulad Mtaa (CR), Oulad Mtaa (Commune Rurale), arabiska: وزكيطة) är en kommun i Marocko.   Den ligger i provinsen Al Haouz och regionen Marrakech-Safi, i den centrala delen av landet, 300 km söder om huvudstaden Rabat. Antalet invånare är 5 551.